# Motoori Haruniwa

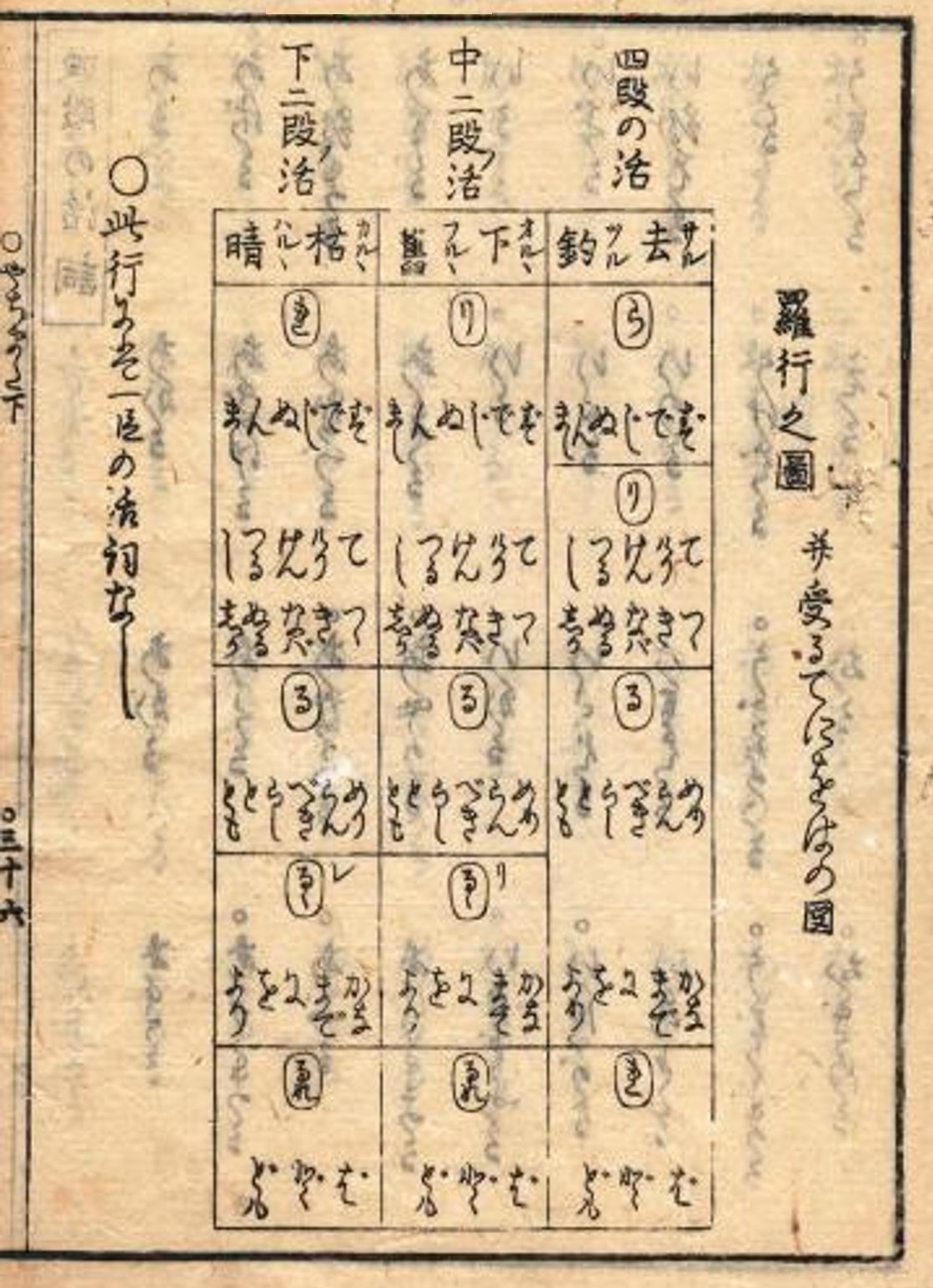
Seite aus
„Kotoba no Hachimata“

Motoori Haruniwa (japanisch 本居 春庭; geboren 17. März 1763 in Matsusaka (Provinz Ise); gestorben 13. Dezember 1828) war ein japanischer Experte für Japanisch und Philosoph der mittleren und späten Edo-Zeit.

## Leben und Wirken
Motoori Haruniwa war der älteste Sohn von Motoori Norinaga (1730–1801) und dessen Frau Katsu (かつ). Sein Kindheitsname war Kenzō (健蔵), später Kentei (健亭). Sein „Gō“ war u. a. Gosuzuya (後鈴屋). Schon in jungen Jahren erhielt er eine Ausbildung, die seiner Begabung entsprach. Als er 13 Jahre alt war, kopierte er „Nihi manabi“ (にひまなび) von Kamo no Mabuchi, wobei seine Handschrift später noch schöner war, als damals. Er begann im Alter von 15 Jahren mit dem Komponieren von Liedern und trat im Alter von 18 Jahren der „Reishōin Kakai“ (嶺松院歌会) bei, der größten Dichtergruppe in Matsuzaka. Er verfertigte seit 1786 Kopien von Norinagas Kojiki-den (古事記伝), doch im Alter von 29 Jahren erkrankte er an einer Augenkrankheit und erblindete im Alter von 32 Jahren.
Haruniwa studierte bei Inokawa Motosada (猪川 元貞) und eröffnete seine eigene Praxis als Akupunkteur. Nach Norinagas Tod wurde die Familie Motoori wegen Haruniwas Erkrankung von seinem Adoptivsohn Ōhira (大平) weitergeführt. Haruniwa arbeitete, auch nachdem er sein Augenlicht verloren hatte, weiterhin hart an seinen Studien und schrieb das bedeutende Werk in der Geschichte der japanischen Linguistik, „Kotoba no hachimata“ (詞八衢) 1808, das in zwei Bänden erschien. Dieses auf Norinagas Lehren basierende Buch definiert die Konjugation von Verben und ihr System und wurde zur Grundlage des heutigen Grammatiksystems. Ein weiteres Werk ist „Kotoba no kayoi-ji“ (詞通路).
Im Jahr 1809 organisierte Haruniwa die Unterrichtsstätte „Gosuzuyasha“ (後鈴屋社) in Ise, wo sich viele Schüler versammelten und ihm ihre Verehrung zum Ausdruck brachten. Haruniwas akademischer Erfolg war größtenteils durch den hingebungsvollen Dienst seiner jüngeren Schwester Mino (美濃) möglich, die als seine Stellvertreterin fungierte, und seiner Frau Iki (壱岐). Weiter erhielt er die materielle und spirituelle Unterstützung seines Gönners, des Gelehrten Tonomura Yasumori (殿村 安守; 1779–1847). Zu seinen Schülern zählen über 400, darunter Uematsu Arinobu (植松 有信; 1759–1813), Suzuki Akira (1764–1837) und Ishizuka Tatsumaro (1764–1823).